# 39. Sinfonie (Haydn)
Die Sinfonie g-Moll Hoboken-Verzeichnis I:39 komponierte Joseph Haydn um 1765 während seiner Anstellung als Vize-Kapellmeister beim Fürsten Nikolaus I. Esterházy.

## Allgemeines

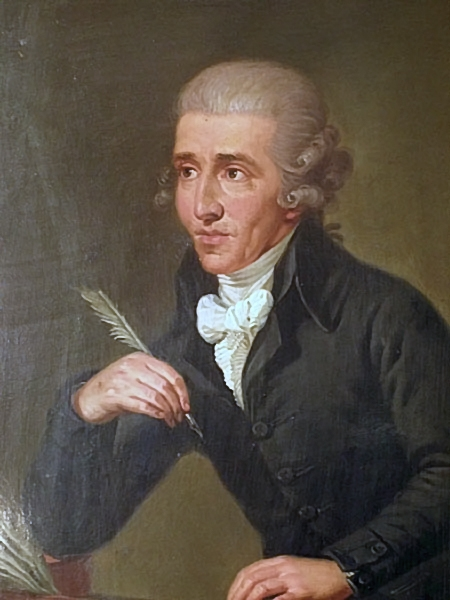
Joseph Haydn (Gemälde von Ludwig Guttenbrunn, um 1770)

Die Sinfonie Nr. 39 komponierte Haydn um 1765 während seiner Anstellung als Vize-Kapellmeister beim Fürsten Nikolaus I. Esterházy. Frühere Quellen datierten die Sinfonie etwas später: um 1768 oder um 1767, möglicherweise im Zusammenhang mit der Anstellung eines vierten Hornisten in Esterhaza im März dieses Jahres.
Das Komponieren von Sinfonien mit wildem Charakter und düsterer Klangfarbe trat etwa in dieser Zeit auch bei einigen Zeitgenossen Haydns (z. B. Carl Ditters von Dittersdorf, Johann Baptist Vanhal) auf. In der Entwicklung der Sinfonie war dies damals eine Neuheit. Wolfgang Amadeus Mozart hörte bei seinem Aufenthalt in Wien 1773 vermutlich einige dieser Werke und wurde so wahrscheinlich bei der Komposition seiner Sinfonie g-Moll KV 183 beeinflusst, die ebenfalls vier anstatt der sonst üblichen zwei Hörner vorsieht.
Verschiedentlich wird die Sinfonie Nr. 39 im Zusammenhang mit der Sturm-und-Drang-Periode oder gar mit Schicksalsschlägen eingeordnet:

„Ein Gefühl des Aufbäumens gegen das unberechenbare Schicksal vermeint man in den plötzlichen Pausen und überraschenden Modulationen der Durchführung zu spüren.“

Ludwig Finscher (2000) lehnt dagegen die Einordnung in den Sturm-und-Drang-Kontext ab:

„Mit der Jugendbewegung des literarischen Sturm und Drang, der nur ein kurzes Leben hatte und in Esterhaza wie in der ganzen habsburgischen Hofkultur schwerlich inhaltlich rezipiert wurde (…), haben Haydns Moll-Symphonien nichts zu tun – sehr wohl aber mit der allgemeinen Tendenz, durch Moll-Tonarten und die Übernahme von Elementen der Opernsprache wie Orchester-Tremolo, Synkopenketten, große Intervalle, schroffe Kontraste, Rezitativ-Formeln die Sprache der Symphonie anzureichern, zu vertiefen, ja überhaupt erst zum Reden zu bringen.“

Nach Ansicht von Howard Chandler Robbins Landon fallen die beiden Mittelsätze, insbesondere das Andante, in ihrer Qualität hinter den Ecksätzen zurück. Das Andante wurde von Robbins Landon als „Enttäuschung“  gegenüber dem vorigen Satz und die Instrumentation als „primitiv“ bezeichnet, während andere Autoren gerade diesen Kontrast als wirkungsvoll hervorheben:

„Phasen der Entspannung hat Haydn den gesamten Eröffnungssatz hindurch aufgeschoben und für den zweiten Satz aufgespart, der dadurch erheblich aufgewertet wird; ein weiterer „Kunstgriff“ in dieser Symphonie.“

„Das Andante wurde zu unrecht kritisiert wegen seiner „Seichtheit“ im Rahmen einer Mollsymphonie, aber das erscheint inzwischen als anachronistisch romantisch: Es gibt kein Gesetz, wonach jede Mollsymphonie von Haydn den Eindruck erwecken muss, „durchkomponiert“ zu sein, wie dies bei der „Abschiedssymphonie“ oder der Nr. 44 in e-Moll der Fall ist. Der Satz kann sich zahlreicher raffinierter und witziger Effekte rühmen (…).“

Wenn die Sinfonie tatsächlich 1765 komponiert wurde, stellt sie Haydns erste „Mollsinfonie“ dar. Eine Besonderheit ist zudem die Verwendung von vier anstatt der sonst üblichen zwei Hörner, auf die Haydn in Sinfonien sonst nur bei den Nr. 13, Nr. 31 und Nr. 72 zurückgriff. Die anderen drei Sinfonien stehen aber alle in Dur, und bei Nr. 39 hat Haydn im Gegensatz zu den Dur-Sinfonien seltener alle vier Hörner parallel eingesetzt. Die Hörner sind in Nr. 39 paarweise auf G und auf B gestimmt. Daher können sie fast unbeschränkt auf der g-Moll-Tonleiter sowie auf der Paralleltonart (B-Dur) eingesetzt werden.

## Zur Musik
Besetzung: zwei Oboen,  zwei Hörner in B, zwei Hörner in G, zwei Violinen, Viola, Cello, Kontrabass. Zur Verstärkung der Bass-Stimme wurden damals auch ohne gesonderte Notierung Fagott und Cembalo eingesetzt, wobei über die Beteiligung eines Cembalo-Continuos in der Literatur unterschiedliche Auffassungen bestehen.
Aufführungszeit: ca. 15 bis 20 Minuten (je nach Einhalten der vorgeschriebenen Wiederholungen).
Bei den hier benutzten Begriffen der Sonatensatzform zur Satzgliederung ist zu berücksichtigen, dass dieses Modell erst Anfang des 19. Jahrhunderts entworfen wurde (siehe dort). Die hier vorgenommene Beschreibung und Gliederung der Sätze ist als Vorschlag zu verstehen. Je nach Standpunkt sind auch andere Abgrenzungen und Deutungen möglich.

### Erster Satz: Allegro assai
g-Moll, 4/4-Takt, 115 Takte

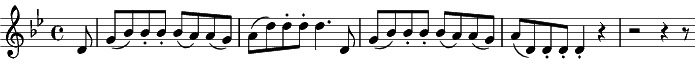
Beginn des Allegro assai, 1. Violine

Der Satzbeginn ist gleich in zweierlei Hinsicht ungewöhnlich: zum einen durch die Vorschrift piano anstelle des damals üblichen Forte-Anfangs von Sinfoniesätzen. Zum anderen wird die erwartete Satzstruktur mit einem
periodisch aufgebauten Thema gestört: Zwar beginnen die Streicher – von den Hörnern begleitet – mit einem viertaktigen, symmetrisch aufgebauten Vordersatz, der auf einem zweitaktigen, einprägsamen Motiv mit Auftakt und Tonrepetition basiert. Von diesem Motiv sind wesentliche Teile des weiteren Satzes abgeleitet, daher wird es im Folgenden „Hauptmotiv“ genannt.  Es folgt dann jedoch nicht unmittelbar der Nachsatz, sondern eine eintaktige Generalpause, so dass beim Hörer zunächst der Eindruck entsteht, die Musik sei abgebrochen. Im Nachsatz sind nur die Violinen piano vertreten, die den Gedanken des Hauptmotivs beantworten. Allerdings kommt die stimmführende 1. Violine auch nach kurzfristigem Erreichen der schließenden Tonika (Takt 9) nicht zur Ruhe, sondern wechselt zur Dominante D-Dur und wiederholt dreimal „fragend“ ihre Auftakt-Floskel. Nach einer weiteren Generalpause wird der viertaktige Vordersatz wiederholt und dann als Forte-Passage des ganzen Orchesters über B-Dur, c-Moll und Es-Dur mit virtuosen Sechzehntelläufen fortgesponnen. Ab Takt 31 folgt ein neues Motiv, das durch seine Tonwiederholung jedoch vom Hauptmotiv ableitbar ist. Das Motiv tritt versetzt zwischen den Violinen sowie Viola, Cello, Kontrabass und Fagott auf, teilweise mit Dissonanzen (kleine Sekunden in Takt 38/39). Auch das Motiv der Schlussgruppe (Takt 40 ff.) kann man sich wegen der kennzeichnenden Tonwiederholung vom Hauptmotiv abgeleitet denken.
Die Durchführung (Takt 51–81) basiert ebenfalls auf dem Hauptmotiv. Nach Modulationen über c-Moll und G-Dur folgt ab Takt 61 ein Abschnitt im Fortissimo mit einem neuen Motiv (gebrochener Dreiklang aufwärts + Achtellauf abwärts), dass imitatorisch zwischen den beiden Violinen gespielt wird. Daran schließt sich wieder das Motiv der Schlussgruppe an (Takt 68–73). Den Repriseneintritt hat Haydn verschleiert: Der Vordersatz vom Hauptthema erklingt zunächst in den Streichern in Es-Dur, dann in f-Moll und schließlich (als Reprisenbeginn) in der Tonika g-Moll (Takt 82). Damit ergibt sich die Linie aufwärts Es-F-G, jedoch entsteht beim Hören aufgrund der fallenden Basslinie der Eindruck einer chromatischen Linie abwärts. Die Piano-Passage der beiden Violinen wird dann vom energischen Unisono des ganzen Orchesters beantwortet. Nach je einem Auftritt des Vordersatzes vom Hauptthema in d-Moll und D-Dur folgen wie in der Exposition die Passage mit dem Motiv entsprechend Takt 31 ff. sowie die Schlussgruppe. Exposition sowie Durchführung und Reprise werden wiederholt.
Die ungewöhnliche Struktur, insbesondere der „unheimliche“ Satzbeginn mit seinen Pausen werden in der Literatur oft hervorgehoben:

„Ein derartiger tastend-ratloser Satzbeginn ist in dieser Zeit nicht nur im Werke Haydns singulär. Wohl zum erstenmal in der Musikgeschichte ist das mühsame In-Gang-Kommen des musikalischen Flusses so überzeugend und plastisch dargestellt worden wie hier. Es ist, als würde, bevor die Entwicklung beginnt, erst einmal geprüft, ob mit diesem thematischen Material die Entfaltung eines musikalischen Prozesses überhaupt möglich ist. Zwar wird ein Thema gesetzt, aber es gelingt erst mit Schwierigkeiten und nach einer versuchten Veränderung, den Formprozeß mit ihm in Gang zu setzen.“

„Wie in der Sinfonie Nr. 13 verwendet Haydn auch hier beim Thema des ersten Satzes (…) die Hörner nur als dominanten Hintergrund der ersten vier Thementakte, deren unheimlicher Charakter durch die nachfolgende, den Themenablauf unterbrechende längere Pause unterstrichen wird, so dass bei den Zuhörern infolge dieses Vorgehens und der ungewöhnlichen Tonart der Satzbeginn verwirrend gewirkt haben muss, was sicher Haydns Absicht war.“

„Haydns g-moll Symphonie Nr. 39 beginnt mit einem düsteren Themen – Vordersatz, dem sogleich eine Generalpause angefügt ist. Haydns untrügliches Gespür für den „dramaturgischen Wert“ der Generalpausen wäre eine eigene Abhandlung wert und zieht sich durch sein Werk, wie ein roter Faden. In den frühen Symphonien wird der Grundstein für dieses Stilmittel gelegt.“

### Zweiter Satz: Andante
Es-Dur, 3/8-Takt, 100 Takte
Im Vergleich zu den anderen Sätzen schlägt das Andante keine „dramatischen“ Töne an. Auch durch seine Instrumentierung nur für Streicher kontrastiert der Satz zum vorigen Allegro assai. Der Satz ist geprägt von fließender Triolenbewegung in den stimmführenden Violinen (meist 1. Violine) und schreitenden Achteln im Bass. Das erste Thema (Takt 1–8) basiert auf einem eintaktigen Motiv mit Tonrepetition und Schlusswendung, wobei der Nachsatz des Themas (Takt 5–8) eine Triolen-Variante des Vordersatzes darstellt. Der kurze folgende Überleitungsabschnitt (Takt 9–16) bringt einen Wechsel von Forte-Vorschlagsfiguren und Piano-Triolen. Den Abschnitt von Takt 17–22 in der Dominante B-Dur kann man ggf. als zweites „Thema“ interpretieren, er ist jedoch mit seiner zweitaktigen, wenig melodiösen Struktur (Forte-Akkord und anschließende Piano-Triolen) auch eher motivartig angelegt. Nach aufsteigendem Unisono-Lauf im Forte wird in Takt 26 die Schlussgruppe erreicht, die ebenfalls durch Triolen geprägt ist.
Die Durchführung (Takt 31–64) beginnt mit einem zögerlichen Aufgreifen des ersten Themas, das ab Takt 35 dann fortgesponnen und moduliert wird. Unterbrochen wird es lediglich durch die von Takt 10 bekannte Forte-Vorschlagsfigur. Die Reprise (Takt 65 ff.) ist ähnlich der Exposition strukturiert. Eine kleine Coda beendet den Satz mit Auslaufen der Figur von ersten Thema im Pianissimo. Exposition sowie Durchführung und Reprise werden wiederholt.

### Dritter Satz: Menuetto
g-Moll, 3/4-Takt, mit Trio 52 Takte
Das Menuett mit seiner chromatischen, abgesetzten Melodielinie und einigen betonten Vorhalten hat einen unheimlich-düsteren Charakter und steht durchweg im Forte. Demgegenüber weist das mehr tänzerische Trio in B-Dur insbesondere durch die stimmführenden Bläser (Oboen und Hörner in B) mit Dreiklangswendungen eine geradezu strahlende Klangfarbe auf. Die Stimme für das 1. Horn ist außergewöhnlich anspruchsvoll gehalten.

### Vierter Satz: Allegro molto
g-Moll, 4/4-Takt, 95 Takte
Das Allegro molto schließt in seinem effektvollen Ausdruck und seinem „dramatischen Ton“ an den ersten Satz an. Bedingt durch die großen Intervalle, die dynamischen Gegensätze, die Tremolo-Unterlegung des Hauptthemas am Satzbeginn und die z. T. virtuosen Läufe entsteht ein geradezu wilder Charakter. Wie im Allegro assai, ist auch beim Allegro molto nur ein Hauptthema und eine fast durchgehende, vorwärtstreibende Achtelbewegung vorhanden. Die Melodie in der stimmführenden 1. Violine ist durch weite Sprünge gekennzeichnet, in die der Bass charakteristische Einwürfe aus einem gebrochenen Akkord abwärts macht. 2. Violine und Viola begleiten mit Tremolo, die Bläser (außer Fagott) mit ausgehaltenen Akkorden. Von Takt 9–13 folgen rasanten Läufe abwärts, die strukturell jedoch noch zum Hauptthema gerechnet werden können. Im weiteren Satzverlauf werden mehrere Motive / Floskeln aneinandergereiht: Auf einen Abschnitt mit Sechzehntelläufen und scharfen forte-piano-Kontrasten (Takt 14–19) folgen Trillerfiguren (Takt 20–25), eine auftaktig-abgesetzte, „springende“ Bassfigur (Takt 26–28); die Schlussgruppe (Takt 29 ff. oder – je nach Ansicht – Takt 31 ff.) enthält wiederum virtuose Sechzehntelläufe und eine abschließende Floskel mit Triller.
Zu Beginn der Durchführung spielen nur die beiden Violinen zweistimmig im Piano ein zum vorigen Geschehen kontrastierendes, vom Hauptthema abgeleitetes melodisches Motiv, das auf einem gebrochenen Akkord abwärts basiert. Dabei wirkt der erste Takt jeweils dominantisch bzw. wie ein Vorhalt zum folgenden Takt. Das Motiv wird aufwärts sequenziert. Ab Takt 48 setzt dann das ganze Orchester mit dem Kopf vom Hauptthema ein, welches in scharfem Wechsel von Forte und Piano über c-Moll, C-Dur, A-Dur und d-Moll geführt wird. Nach dem „springenden“ Bassmotiv und einer chromatischen Basslinie endet die Durchführung als Folge von Läufen aufwärts, die zwischen g-Moll und D-Dur wechseln.
Die Reprise (Takt 70 ff.) ist ähnlich der Exposition strukturiert, jedoch wird der Abschnitt mit den rasanten Läufen abwärts (entsprechend Takt 13 ff.) und dem „springenden“ Bassmotiv ausgelassen. Exposition sowie Durchführung und Reprise werden wiederholt.